# گران-سن-اسپری، کبک
گران-سن-اسپری (به فرانسوی: Grand-Saint-Esprit) شهری در منطقه شهری نیکوله-یاماسکا ناحیه سانتر-دو-کبک در استان کبک کانادا است. در سرشماری سال ۲۰۱۱ این شهر ۴۷۷ نفر جمعیت داشته‌است و مساحت آن ۲۸٫۴۱ کیلومتر مربع است.